# 金嘎乡
金嘎乡（藏語：དཀྱིལ་མཁར་），是中华人民共和国西藏自治区日喀则市江孜县下辖的一个乡镇级行政单位。

## 行政区划
金嘎乡下辖以下地区：
岗坡村、久村、嘎西村、角白村、拉康村、拉沙村、曲参村和拉瓦村。